# Семчишин Стефан Іванович
Семчишин Стефан Іванович (*19 серпня 1940) — український письменник, науковець. Доктор медичних наук.

## З біографії
Народ. 19 серпня 1940 р. у Старій Дуброві
(Югославія). Емігрував до Канади, навчався у Лютеранському університеті й Університеті Квінз в Кінгстоні. Здобув ступінь доктора медичних наук (1971). Нагороджений бронзовою медаллю. Працював лікарем у м. Торонто. Автор багатьох наукових розвідок.